# Principado episcopal de Merseburgo
El Principado episcopal de Merseburgo fue un principado eclesiástico situado en la frontera este del ducado de Sajonia, con su capital en Merseburgo, en donde se construiría la catedral de Merseburgo. La sede fue fundada en 967 por el emperador Otón I al mismo tiempo que las diócesis de Meissen y Naumburg-Zeitz, todas ellas diócesis sufragáneas del arzobispado de Magdeburgo, como parte de un plan para unir más estrechamente con el Sacro Imperio Romano Germánico las tierras eslavas adyacentes (llamadas "wendos") en la Marca Oriental Sajona más allá del río Saale.
El obispado fue restablecido por el rey Enrique II en 1004. Entonces cubría un territorio considerable y pequeño que se extendía desde el Saale hasta el río Mulde y el Margraviato de Meissen en el este.

## Historia
Hacia el año 919, el padre de Otón, el rey Enrique I el Pajarero, hizo erigir un Palacio Imperial en Merseburgo, en el Hassegau de Eastfalia, ciudad natal de su primera esposa, Hatheburg de Merseburgo. El establecimiento de la diócesis se remonta a un voto que Otón hizo antes de su victoria contra los húngaros en la batalla de Lechfeld el día de San Lorenzo, el 10 de agosto de 955. Confirmado por el papa Juan XIII en el sínodo de Rávena de 968, el primer obispo de Merseburgo fue Boso, un monje bávaro descendiente de la abadía de San Emerano en Ratisbona, que ya se distinguía por sus labores misioneras entre los paganos sorbios.
El sucesor de Boso, Gisilher, confidente del nuevo emperador Otón II, consiguió en 971 la supresión de la sede para su objetivo de convertirse en arzobispo de Magdeburgo, al que finalmente accedió en 981 gracias al poder del emperador sobre el papa Benedicto VII. Sin embargo, esta medida iba claramente en contra de los intereses de la Iglesia y la posición del arzobispado de Magdeburgo se debilitó decisivamente tras el Gran Levantamiento Eslavo de 983, por lo que la disolución fue revocada por el papado en 998 o a principios de 999 en un sínodo romano . Tras la muerte del arzobispo Gisilher en 1004, el rey Enrique II restableció el principado-obispado; sin embargo, la diócesis no recuperó todo su antiguo territorio y pasó a ser casi exclusivamente una jurisdicción misionera entre los sorbios, que no se convirtieron plenamente al cristianismo hasta mediados del siglo XII.
Bajo el obispo Thietmar (1009-1018) comenzó la construcción de la catedral de Merseburgo, que fue consagrada en 1021 en presencia del emperador Enrique II. Durante la Controversia de las Investiduras, los obispos de Merseburgo se aliaron con el papa Gregorio VII y también se unieron a la Gran Revuelta Sajona , que, sin embargo, no pudo detener la menguante importancia de la pequeña diócesis. A partir del siglo XIII, los obispos tuvieron que lidiar con el creciente poder de los margraves de Meissen de la dinastía Wettin , a partir de 1423 electores de Sajonia, que al negar la inmediatez imperial de Merseburgo intentaron adquirir el señorío. Por el Tratado de Leipzig de 1485, los Wettin asignaron el protectorado sobre Merseburgo al duque Alberto III de Sajonia.
El destino del obispado quedó sellado con la Reforma protestante, que se impuso aquí durante el episcopado del príncipe Adolfo II de Anhalt, que fue expulsado de su cargo por sus súbditos sublevados durante la Guerra de los Campesinos Alemanes en 1525. En 1544, el elector Augusto de Sajonia finalmente asumió el gobierno como administrador protestante, con el príncipe Jorge III de Anhalt como obispo coadjutor . En 1561, el elector sajón instaló a su hijo menor Alexander como administrador, quien sin embargo murió cuatro años después, después de lo cual el obispado de Merseburgo finalmente fue incorporado al electorado sajón. De 1652 a 1738, los descendientes del duque de Wettin, Christian I, ostentaron el título de "duque de Sajonia-Merseburgo".
En el Congreso de Viena de 1815, tres cuartas partes del antiguo territorio diocesano fueron asignadas al Reino de Prusia, permaneciendo el resto sajón; la actitud religiosa del pueblo era en ese momento casi enteramente luterana.

## Soberanos de Merseburgo

### Obispos de Merseburg
- 967-970: Boso

- 971-981: Gisilher

- 981-1004: se disuelve la diócesis

### Príncipes-obispos de Merseburgo
- 1004-1009: Wigberto

- 1009-1018: Tietmaro de Merseburgo

- 1019-1036: Bruno

- 1036-1050: Hunoldo

- 1050-1053: Alberico

- 1053: Winther

- 1053-1057: Ezzelin I

- 1057-1062: Offo (también Uffo, Onuphrius o Woffo)

- 1062-1063: Günther (también Winithar)

- 1063-1093: Werner de Wolkenburg

- 1075: Eberhard (como antiobispo)

- 1093-1097: sede vacante

- 1097-1112: Albuino

- 1112-1120: Gerardo

- 1120-1126: Arnoldo

- 1126-1140: Megingoz (también Meingod)

- 1140-1140: Enrique I

- 1140-1143: Ezzelin II (también Eckhelm)

- 1143-1151: Raynard (Reinhard) de Querfurt

- 1151-1170: Juan I (Juan)

- 1171-1201: Conde Everardo de Seeburg

- 1201-1215: Derek de Meissen (Dietrich von Meißen)

- 1215-1240: Ekkehard Rabil (también Engelhard)

- 1240-1244: Rodolfo de Webau

- 1244-1265: Enrique II de Waren

- 1265: Alberto I de Borna (Albrecht)

- 1265-1283: Federico I de Torgau

- 1283-1300: Enrique III de Ammendorf

- 1300-1319: Enrique IV

- 1320-1340: Gebhard de Schrapelau (o Schraplau)

- 1341-1357: Enrique V , conde de Stolberg

- 1357-1382: Federico II de Hoym

- 1382-1384: Burkhard de Querfurt

- 1382-1385: Andreas Dauba (como antiobispo)

- 1384-1393: Enrique VI , conde de Stolberg

- 1393-1403: Enrique VII, tesorero de Orlamünde

- 1403-1406: Otón de Honstein

- 1406: Enrique VIII, conde de Stolberg

- 1407-1411: Walter von Köckeritz

- 1411-1431: Nicolás Lubich

- 1431-1463: Juan II de Bose (Johannes; 23 de mayo de 1431 - 3 de octubre de 1463)

- 1464-1466: Juan III de Bose (Johannes; enero de 1464 - 11 de julio de 1466)

- 1466-1514: Thilo de Trotha (21 de julio de 1466 - 5 de marzo de 1514)

- 1514-1526: Adolfo de Anhalt (5 de marzo de 1514 - 23 de marzo de 1526)

- 1526-1535: Vicente de Schleinitz (9 de abril de 1526 - 21 de marzo de 1535)

- 1535-1544: Segismundo de Lindenau (3 de abril de 1535 - 4 de enero de 1544)

### Administradores y coadjutores luteranos
- 1544-1548: Augusto de Sajonia, como administrador

- 1544-1549: Jorge III de Anhalt-Dessau, como coadjutor luterano

### Príncipe-Obispo
- 1549-1561: Michael Helding (28 de mayo de 1549 - 30 de septiembre de 1561)

### Administración luterana
- 1561-1565: Alejandro de Sajonia

En 1565 el principado-obispado fue anexado al Electorado de Sajonia.